# Henry Hensche
Henry Hensche (* 25. Februar 1899 in Deutschland; † 10. Dezember 1992 in Gray (Louisiana), USA) war ein US-amerikanischer Maler.
Er studierte am Art Institute of Chicago und unterrichtete ab 1927 zusammen mit Charles Hawthorne an dessen eigener Schule für impressionistische Landschaftsmalerei, der Cape Cod School of Art. Nach Hawthornes Tod 1930 gründete Hensche seine eigene Schule mit demselben Namen. Seine Lehren konzentrierten sich auf eine intensive Farbwahrnehmung im Sinne der Impressionisten. Hensche malte hauptsächlich Landschaften und Stillleben.